# Canal de Bijland
Le Canal de Bijland (en néerlandais Bijlandsch Kanaal) est un canal néerlandais de la province de Gueldre.

## Géographie
Sur la plus grande partie de sa longueur de 3 km, le Canal de Bijland forme la frontière entre l'Allemagne et les Pays-Bas. Le canal fait partie intégrante du Rhin. Il est situé entre l'entrée du Rhin aux Pays-Bas (entre Spijk et Tolkamer, le Rhin est appelé Boven-Rijn ou Rhin supérieur aux Pays-Bas). Le Canal de Bijland, ensuite, va jusqu'à la séparation de la rivière en Waal et Canal de Pannerden.
La zone entre le canal et l'ancien méandre du Waal est toujours appelé le Bijland. Sa vocation est désormais le tourisme et les sports nautiques. Elle est intégrée dans la zone naturelle de la Porte du Gueldre (Gelderse Poort).
Aucun pont ne relie les deux rives du Canal de Bijland. Seul un bac pour vélos et piétons permet de traverser.

## Histoire
Le canal a été creusé entre 1773 et 1776 à travers le Bijlandsche Waard. L'objectif de sa création était la coupure d'un méandre serré dans cette partie du Rhin, qui faisait à l'époque partie du Waal. Non seulement la région de Gueldre voulait faciliter la navigation fluviale, en outre elle visait avec ces travaux une meilleure maîtrise des eaux de la rivière, afin de mieux combattre les inondations fréquentes. Pour obtenir ce dernier but, on avait déjà procédé, auparavant, à la construction de Canal de Pannerden qui permettait une évacuation des eaux du Waal surchargé vers l'IJssel et le Rhin inférieur.

## Source
- (nl) Cet article est partiellement ou en totalité issu de l’article de Wikipédia en néerlandais intitulé « Bijlandsch Kanaal » (voir la liste des auteurs).